# Dicranophragma (Brachylimnophila) nemorale
Dicranophragma (Brachylimnophila) nemorale is een tweevleugelige uit de familie steltmuggen (Limoniidae). De soort komt voor in het Palearctisch gebied.